# Ferocactus santa-maria
Ferocactus santa-maria är en kaktusväxtart som beskrevs av Nathaniel Lord Britton och Joseph Nelson Rose. Ferocactus santa-maria ingår i släktet Ferocactus och familjen kaktusväxter. Inga underarter finns listade i Catalogue of Life.

## Bildgalleri

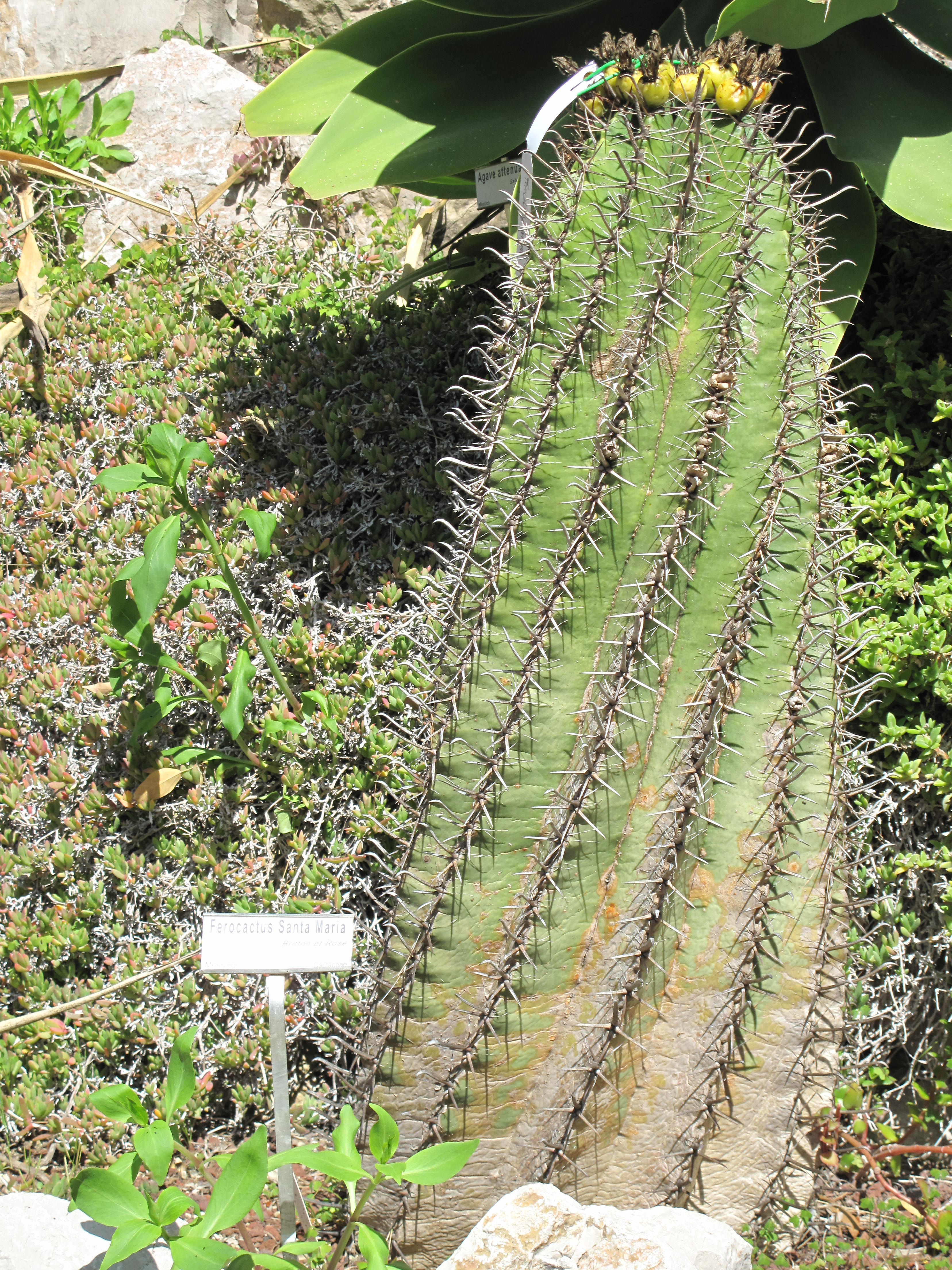